# Жуль Тірі
Жуль Тірі (1898 — 1931) — бельгійський ватерполіст.
Срібний призер Олімпійських Ігор 1924 року.